# Keratosum complexum
Keratosum complexum är en nässeldjursart som beskrevs av Edward Hargitt 1909. Keratosum complexum ingår i släktet Keratosum och familjen Campanulinidae. Inga underarter finns listade i Catalogue of Life.